# غاجيني
غاجيني (بالإنجليزية: Ghajini) هو فيلم إثارة وأكشن باللغة الهندية عام 2008 من إخراج ومشاركة إيه آر موروجادوس في أول ظهور له في السينما الهندية. الفيلم إعادة إنتاج لفيلم تاميلي يحمل نفس الاسم، الفيلم من بطولة عامر خان، وأسين، وجيا خان، وبراديب روات. ويمثل الفيلم أول ظهور سينمائي للممثلة أسين باللغة الهندية والفيلم قبل الأخير للممثلة جيا خان قبل وفاتها في عام 2013.
تم إصدار فيلم Ghajini في دور العرض السينمائية في 25 ديسمبر 2008، حيث أصبح الفيلم الهندي الأعلى ربحًا لهذا العام وأول فيلم بوليوود يتجاوز ₹ 100 كرور روبية محليًا، مما أدى إلى إنشاء نادي 100 كرور. بلغت قيمة المعاينة المدفوعة لفيلم غاجيني 2.7 مليون . كرور. وأصبح الفيلم الهندي الأعلى ربحًا على الإطلاق حتى تم تجاوزه بواسطة 3 بلهاء. ظهرت شخصية عامر في لعبة فيديو ثلاثية الأبعاد بعنوان غاجيني - اللعبة'، والتي تستند إلى الفيلم.

## القصة
سونيتا، طالبة طب، تقوم بالتحقيق في قضية فقدان الذاكرة التقدمي لسانجاي سينغانيا، رئيس شركة إير فويس، وهي شركة اتصالات. سونيتا تجري تحقيقاتها ضد رغبات أستاذها الدكتور ديبكومار ميترا حيث يخضع سانجاي للتحقيق الجنائي . سانجاي، الذي يفقد ذاكرته كل 15 دقيقة، يستخدم نظامًا من الصور والملاحظات والوشوم على جسده لاستعادة ذاكرته وتذكر مهمته في الانتقام لمقتل خطيبته كالبانا شيتي، التي قُتلت على يد غاجيني دارماتما، زعيم عصابة وشخصية اجتماعية مرموقة في مومباي.
وفي هذه الأثناء، يقوم المفتش أرجون ياداف بالتحقيق في جريمة قتل ارتكبها سانجاي. يضرب سانجاي حتى يفقد وعيه أثناء مشاجرة في شقته ويجد مذكرتين في درجه. يقرأ أرجون المذكرات الأولى ويعلم أن سانجاي، رجل الأعمال الناجح، التقى كالبانا، عارضة الأزياء المتعثرة، بعد التخطيط لتثبيت لوحة إعلانية فوق شقتها. عندما يقترب عملاؤه من كالبانا بشأن هذا الأمر، يسيء رئيسها تفسير الأمر على أنه تقدم رومانسي ويشجعها على قبوله. تقرر كالبانا أن تتظاهر بأنها صديقة سانجاي. بعد أن علم بالإشاعة الكاذبة، يخطط سانجاي لمواجهة كالبانا لكنه يبدأ في الإعجاب بها بعد رؤية طبيعتها الإيثارية. يتظاهر بأنه ساشين تشوهان، عارض أزياء جديد، ويكذب على كالبانا بشأن هويته. يقع سانجاي في حبها بشكل أعمق، وفي نهاية مذكراته الأولى، يطلب منها الزواج. كالبانا، مندهشة، تطلب الليل للتفكير في الأمر. يقرر سانجاي الكشف عن هويته الحقيقية إذا وافقت ولكن يبتعد إذا لم توافق.
عندما يبدأ أرجون بقراءة المذكرات الثانية، يهاجمه سانجاي ويقيده. ثم يتعقب غاجيني في وقت لاحق إلى حفل جامعي حيث يكون غاجيني ضيف الشرف. سانجاي يلتقط صورا لغاجيني ويقرر قتله. لكن سانجاي يهاجم عن طريق الخطأ أحد رجال غاجيني في موقف السيارات ويقتله. غاجيني في حيرة من أمره ولا يستطيع تذكر الحادثة. يقرر العثور على أعدائه وقتلهم واحدًا تلو الآخر، لكن سانجاي ليس من بينهم. في هذه الأثناء، تحدد سونيتا مكان الشقة، وتجد أرجون مقيدًا ومضروبًا ومقيدًا، وتعلم بمؤامرة قتل سانجاي. تسرق مذكراته وتحرر أرجون. يظهر سانجاي فجأة ولا يتذكر أيًا منهما. عندما هربت سونيتا وأرجون، صدمت حافلة أرجون. سونيتا تخبر غاجيني أن سانجاي سيأتي خلفه. يعلم سانجاي بهذا الأمر ويذهب لمهاجمتها في مسكنها، حيث يتم القبض عليه وتخديره. يتم إبلاغ غاجيني من قبل الشرطة عن ممتلكات سانجاي ويتظاهر بأنه صديق سانجاي. وبعد قليل يصل موظفو سانجاي وطبيبه ويأخذونه إلى المنزل. يقوم غاجيني ورجاله بتدمير صوره وتغطية الوشم على جسده، مما يتركه بلا أي ذكرى للماضي.
بعد القبض على سانجاي، تقرأ سونيتا المذكرات وتتعلم عن كالبانا. في المذكرات الثانية، تقبل كالبانا العرض بشرط أن تشتري ثلاث سيارات أمباسادور بسبب التزام سابق. شيء يؤدي إلى شيء آخر، ويقرر سانجاي أن يخبرها الحقيقة عن نفسه لاحقًا. تنتهي المذكرات بشكل مفاجئ عندما يتوجب على سانجاي السفر إلى الخارج لبضعة أيام.
بعد بعض البحث، علمت سونيتا في النهاية أن كالبانا سافرت إلى غوا، حيث صادفت مجموعة من الفتيات وحررتهن من عصابة الاتجار بالجنس التي يديرها غاجيني. عند عودتها إلى مومباي، تواجه غاجيني كالبانا عندما تكتشف اختفاء اثنتين من الفتيات ثم تبتعد وهي تشعر بالاشمئزاز. في وقت لاحق من تلك الليلة، اتصل أحد رجال الشرطة بكالبانا وأخبرها أن غاجيني يعتزم قتلها وأن رجاله يختبئون داخل منزلها. كالبانا غير قادرة على إنقاذ نفسها وسانجاي يهرع إلى منزلها بعد أن اتصلت به ليجد كالبانا مطعونة. يضرب غاجيني سانجاي في رأسه بقضيب حديدي، مما يؤدي إلى إصابة في الدماغ، قبل أن يقتل كالبانا بنفس القضيب أمامه.
بعد معرفة هذه الحقيقة المروعة، تجد سونيتا سانجاي في المستشفى وتخبره بالحقيقة، وتذكره بجريمة قتل كالبانا. يدخل في حالة من الغضب الشديد والانكسار القلبي وتساعده سونيتا في تعقب غاجيني إلى منطقته المحلية. يقتل سانجاي رجاله لكنه يصاب بنوبة فقدان للذاكرة أثناء البحث عن غاجيني، الذي يستغل الموقف ويطعن سانجاي، ويسخر منه بقصة مروعة عن كيفية قتله لكالبانا. وبينما يستعد غاجيني لإجبار سانجاي على إحياء التجربة من خلال الاستعداد لقتل سونيتا بنفس الطريقة، يستعيد سانجاي ذكرى كالبانا ويقاتل بقوة مدفوعة بالغضب. ثم يقتل غاجيني بنفس القضيب الحديدي، وبنفس الطريقة، وبالتالي ينتقم لمقتل كالبانا.
بعد ستة أشهر، يعود سانجاي إلى منصب رئيس شركة آيرفويز ويتطوع في دار للأيتام تحمل اسم كالبانا. سونيتا تهديه وسادة الأسمنت التي تحمل بصمات قدمي سانجاي وكالبانا ويشعر سانجاي بكالبانا بجانبه.

## الممثلون
- عامر خان بدور سانجاي سينغانيا / ساشين تشوهان، رجل أعمال ثري؛ رئيس شركة اتصالات، إير فويس؛ الذي يعاني لاحقًا من فقدان الذاكرة قصيرة المدى بعد حادث مأساوي تسبب فيه غاجيني، وبالتالي يكون مدفوعًا فقط لقتله هو ورفاقه
- أسين بدور كالبانا شيتي، عارضة أزياء تكتسب شهرة من خلال إعلان نفسها كذبًا بأنها صديقة سنجاي سينغانيا، لكنها سرعان ما تصبح حبيبته، ثم تقتلها غاجيني لاحقًا
- جيا خان بدور سونيتا كالانتري، طالبة الطب، التي تحاول دراسة حالة سانجاي سينغانيا ومشكلته المتعلقة بفقدان الذاكرة، على الرغم من منعها من القيام بذلك
- براديب راوات في دور غاجيني دارماتما، زعيم العصابة والعقل المدبر للعديد من المشاريع غير القانونية والإجرامية الذي يستهدفه سانجاي
- رياض خان بدور المفتش أرجون ياداف، مفتش الشرطة الذي يحقق في جرائم القتل التي ارتكبها سانجاي ( التعليق الصوتي لراجيش خاتار )
- خالد صديقي  [لغات أخرى]‏ في دور بانكاج شروف، المساعد الخاص لسانجاي ومدير شركة Air Voice
- تينو أناند في دور ساتفير كوهلي، رئيس كالبانا
- ساي تامهانكار  [لغات أخرى]‏ في دور أمريتا كاشياب، صديقة سونيتا
- سوبريث ريدي  [لغات أخرى]‏ في دور مساعد غاجيني
- ماهيندرا غول في دور أتباع غاجيني
- Vibha Chibber بدور هافالدار فايجايانتي
- سونيل جروفر في دور سامبات، وهو عارض أزياء يتم تدريبه ليصبح سانجاي سينغانيا المزيف
- راجيندران بصفته أتباع غاجيني
- فردوسي جوساوالا في دور الدكتور بيستون واديا
- سونال سيهجال  [لغات أخرى]‏ كعارضة إعلانات
- أنجوم رجبالي  [لغات أخرى]‏ في دور الدكتور ديبكومار ميترا، أستاذ سونيتا

## وصلات خارجية
- غاجيني على موقع IMDb (الإنجليزية)
- غاجيني على موقع روتن توميتوز (الإنجليزية)
- غاجيني على موقع نتفليكس (الإنجليزية)
- غاجيني على موقع قاعدة بيانات الأفلام العربية
- غاجيني على موقع ألو سيني (الفرنسية)
- غاجيني على موقع Turner Classic Movies (الإنجليزية)
- غاجيني على موقع أول موفي (الإنجليزية)
- غاجيني على موقع بوكس أوفيس موجو (الإنجليزية)
- غاجيني على موقع فيلمافينيتي (الإسبانية)
- غاجيني على موقع قاعدة بيانات الفيلم (الإنجليزية)